# Associazione Sportiva Cittadella 1997-1998

## Rosa
| N. |                   | Ruolo | Calciatore         |
| -- | ----------------- | ----- | ------------------ |
|    | Italia (bandiera) | P     | Luca Capecchi      |
|    | Italia (bandiera) | P     | Adriano Zancopè    |
|    | Italia (bandiera) | D     | Terry Cavazzana    |
|    | Italia (bandiera) | D     | Christian Greco    |
|    | Italia (bandiera) | D     | Christian Ottofaro |
|    | Italia (bandiera) | D     | Ugo Sarracino      |
|    | Italia (bandiera) | D     | Paolo Simeoni      |
|    | Italia (bandiera) | D     | Davide Zanon       |
|    | Italia (bandiera) | C     | Walter Antonello   |
|    | Italia (bandiera) | C     | Nicola Bressi      |
|    | Italia (bandiera) | C     | Andrea Castellini  |
|    | Italia (bandiera) | C     | Andrea Caverzan    |

| N. |                   | Ruolo | Calciatore         |
| -- | ----------------- | ----- | ------------------ |
|    | Italia (bandiera) | C     | Fabio Filippi      |
|    | Italia (bandiera) | C     | Giulio Giacomin    |
|    | Italia (bandiera) | C     | Gianni Migliorini  |
|    | Italia (bandiera) | C     | Paolo Pupita       |
|    | Italia (bandiera) | C     | Riccardo Rimondini |
|    | Italia (bandiera) | C     | Maurizio Rizzioli  |
|    | Italia (bandiera) | C     | Marco Scarpa       |
|    | Italia (bandiera) | A     | Filippo Bordin     |
|    | Italia (bandiera) | A     | Giorgio Carbone    |
|    | Italia (bandiera) | A     | Christian Colitti  |
|    | Italia (bandiera) | A     | Nicola Rostellato  |
|    | Italia (bandiera) | A     | Paolo Zirafa       |

### Staff tecnico
| Allenatore: | Ezio Glerean |

## Risultati

### Campionato

#### Girone di andata
| 31 agosto 1997 1ª giornata | Cremapergo | 2 – 2 | Cittadella |  |

| 7 settembre 1997 2ª giornata | Cittadella | 1 – 0 | Leffe |  |

| 14 settembre 1997 3ª giornata | Solbiatese | 0 – 1 | Cittadella |  |

| 21 settembre 1997 4ª giornata | Cittadella | 0 – 1 | Novara |  |

| 28 settembre 1997 5ª giornata | Albinese | 1 – 0 | Cittadella |  |

| 5 ottobre 1997 6ª giornata | Cittadella | 1 – 0 | Mestre |  |

| 12 ottobre 1997 7ª giornata | Ospitaletto | 2 – 1 | Cittadella |  |

| 26 ottobre 1997 8ª giornata | Mantova | 0 – 1 | Cittadella |  |

| 2 novembre 1997 9ª giornata | Cittadella | 1 – 2 | Giorgione |  |

| 9 novembre 1997 10ª giornata | Pro Sesto | 1 – 1 | Cittadella |  |

| 16 novembre 1997 11ª giornata | Cittadella | 1 – 1 | Voghera |  |

| 23 novembre 1997 12ª giornata | San Donà | 1 – 1 | Cittadella |  |

| 7 dicembre 1997 13ª giornata | Cittadella | 3 – 1 | Pro Vercelli |  |

| 14 dicembre 1997 14ª giornata | Varese | 0 – 0 | Cittadella |  |

| 21 dicembre 1997 15ª giornata | Cittadella | 1 – 0 | Triestina |  |

| 28 dicembre 1997 16ª giornata | Biellese | 1 – 1 | Cittadella |  |

| 11 gennaio 1998 17ª giornata | Cittadella | 0 – 1 | Pro Patria |  |

#### Girone di ritorno
| 18 gennaio 1998 18ª giornata | Cittadella | 3 – 1 | Cremapergo |  |

| 25 gennaio 1998 19ª giornata | Leffe | 3 – 2 | Cittadella |  |

| 1º febbraio 1998 20ª giornata | Cittadella | 1 – 0 | Solbiatese |  |

| 8 febbraio 1998 21ª giornata | Novara | 1 – 2 | Cittadella |  |

| 15 febbraio 1998 22ª giornata | Cittadella | 0 – 1 | Albinese |  |

| 22 febbraio 1998 23ª giornata | Mestre | 0 – 4 | Cittadella |  |

| 8 marzo 1998 24ª giornata | Cittadella | 4 – 1 | Ospitaletto |  |

| 15 marzo 1998 25ª giornata | Cittadella | 3 – 0 | Mantova |  |

| 22 marzo 1998 26ª giornata | Giorgione | 1 – 3 | Cittadella |  |

| 29 marzo 1998 27ª giornata | Cittadella | 2 – 0 | Pro Sesto |  |

| 5 aprile 1998 28ª giornata | Voghera | 2 – 4 | Cittadella |  |

| 11 aprile 1998 29ª giornata | Cittadella | 2 – 1 | San Donà |  |

| 19 aprile 1998 30ª giornata | Pro Vercelli | 1 – 0 | Cittadella |  |

| 26 aprile 1998 31ª giornata | Cittadella | 1 – 1 | Varese |  |

| 3 maggio 1998 32ª giornata | Triestina | 1 – 1 | Cittadella |  |

| 10 maggio 1998 33ª giornata | Cittadella | 4 – 1 | Biellese |  |

| 17 maggio 1998 34ª giornata | Pro Patria | 0 – 0 | Cittadella |  |